# دلقک تمام‌عیار
دلقک تمام‌عیار (انگلیسی: The Perfect Clown) یک فیلم کمدی صامت کوتاه آمریکایی به کارگردانی فرد سی. نیومیر است که در سال ۱۹۲۵ منتشر شد.

## گزیدهٔ بازیگران
- اولیور هاردی
- لری سمون
- کیت پرایس
- دوروتی دوان
- اسپنسر بل
- فرانک الکساندر
- پال فیکس
- استارت هولمز
- تاینی سندفورد
- جون مردیت
- سَـم آلن